# Кобче
Кобче (укр. Кобче) — село в Рожищенской городской общине Луцкого района Волынской области Украины.
До 2020 года входило в Рожищенский район.
Код КОАТУУ — 0724582801. Население по переписи 2001 года составляет 273 человека. Почтовый индекс — 45107. Телефонный код — 3368. Занимает площадь 1,05 км².